# Rada Legislacyjna Nauru
Rada Legislacyjna Nauru (ang. Nauru Legislative Council) – trzeci organ władzy, który został powołany dla mieszkańców Nauru. Istniała w latach 1966–1968. Następczyni Lokalnej Rady Samorządowej, poprzedniczka parlamentu.
9 grudnia 1965 roku, na wniosek Rady Powierniczej ONZ, parlament australijski przyjął omawiany wcześniej projekt ustawy o utworzeniu Rady Legislacyjnej Nauru, znany pod nazwą Nauru Act 1965.
Rada Legislacyjna Nauru była tak naprawdę jednym z preludiów do uniezależnienia się od Australii. Istniała krótko, bo tylko dwa lata. Pierwsze i jedyne wybory do rady odbyły się na początku 1966 roku. Jej jedynym przewodniczącym był Hammer DeRoburt.
W styczniu 1968 roku, została zastąpiona przez parlament.